# Paesaggio culturale ghedeo
Il paesaggio culturale ghedeo è un'area della zona Ghedeo, parte dello Stato regionale dell'Etiopia meridionale nell'Etiopia centro-meridionale. Si estende lungo il fianco orientale della Rift Valley etiopica, tra 1 307 e 3 072 metri sul livello del mare. Nella regione abitano circa 250 000 ghedeo. Punteggiata di foreste sacre e monumenti megalitici, la regione è stata per migliaia di anni la patria del popolo ghedeo, che vi pratica l'agroforestazione tradizionale. A causa di queste pratiche tradizionali, della sua lunga storia insediativa e della sua importanza culturale, il paesaggio culturale ghedeo è stato iscritto nella lista del patrimonio mondiale dell'UNESCO il 17 settembre 2023.

## Storia
La regione ghedeo è popolata da millenni: le prime testimonianze di insediamenti umani risalgono al Neolitico. Migliaia di monumenti in pietra (stele) in circa cento siti sono stati registrati in tutto il territorio del paesaggio culturale. Le stele più grandi misurano circa 8 metri di altezza e 1 metro di diametro e raffigurano immagini antropomorfe e falliche. Sono stati trovati anche diversi luoghi di sepoltura e una necropoli e sono comuni incisioni rupestri e petroglifi.
Le prime indagini archeologiche europee nell'area furono condotte negli anni '20 e '30.

## Agroforestazione
Il vulcanismo del Miocene e del Quaternario e i numerosi fiumi rendono la regione molto fertile: oltre il 90% del territorio della zona ghedeo è utilizzato per attività agroforestali. I principali prodotti agricoli sono l'enset e il caffè; le coltivazioni sono stratificate verticalmente, con le piante di enset e di caffè coltivate sotto alberi autoctoni maturi. Gli ortaggi a radice come la manioca e i legumi vengono coltivati sotto le principali colture da reddito. Per evitare gli effetti negativi dell'erosione sul paesaggio terrazzato, non viene quasi utilizzata alcuna lavorazione e i coltivatori spesso attuano la rotazione delle colture, consentendo ad alcune parcelle di rimanere incolte.
La conoscenza culturale su come gestire e conservare il sistema agroforestale deriva dai costumi e dalle credenze del popolo ghedeo, che hanno generato un rapporto mutualistico tra uomo e ambiente. L'area contiene diverse foreste sacre di cui è vietato il taglio.
All'interno di queste fattorie tradizionali sono state rinvenute cinquanta specie diverse di piante legnose autoctone, ventidue delle quali sono di particolare interesse conservazionistico. Le piante autoctone più comuni sono la Millettia e la Cordia africana; all'interno di queste foreste cresce anche il ciliegio africano.